# Tungstenite
La tungstenite è un minerale, un solfuro di tungsteno, appartenente al gruppo della molibdenite.

## Abito cristallino
In lamine.

## Origine e giacitura
In depositi di sostituzione di calcare.

## Forma in cui si presenta in natura
Il minerale è simile alla molibdenite.

## Caratteristiche chimico fisiche
- Peso molecolare: 247,98  grammomolecole[1]
- Densità di elettroni: 6,61 g/cm³[1]
- Indici quantici[1]:
  - fermioni: 0,1
  - bosoni: 0,9
- Indici di fotoelettricità[1]:
  - PE:937.25 barn/elettrone
  - ρ: 6193,73 barn/cm³
- Indice di radioattività:  GRapi: 0 (Il minerale non è radioattivo)[1].

## Località di ritrovamento
In una miniera nello Utah (Stati Uniti), a Lyangarsk nell'Uzbekistan ed a Crevola d'Ossola dove sono stati trovati dei campioni che raramente superano i due millimetri.